# Liste der Baudenkmäler in Güntersleben
Auf dieser Seite sind die Baudenkmäler in der unterfränkischen Gemeinde Güntersleben zusammengestellt. Diese Tabelle ist eine Teilliste der Liste der Baudenkmäler in Bayern. Grundlage ist die Bayerische Denkmalliste, die auf Basis des Bayerischen Denkmalschutzgesetzes vom 1. Oktober 1973 erstmals erstellt wurde und seither durch das Bayerische Landesamt für Denkmalpflege geführt wird. Die folgenden Angaben ersetzen nicht die rechtsverbindliche Auskunft der Denkmalschutzbehörde.
 Diese Liste gibt den Fortschreibungsstand vom 15. April 2020 wieder und enthält 15 Baudenkmäler.

## Baudenkmäler
| Lage                                         | Objekt                                                                     | Beschreibung | Akten-Nr.              | Bild                                       |
| -------------------------------------------- | -------------------------------------------------------------------------- | --- | ---------------------- | ------------------------------------------ |
| Gramschatzer Straße 1 (Standort)             | Bildhäuschen                                                               | rundbogiger Nischenaufsatz auf Postament mit Inschrift, Sandstein, bezeichnet 1749 | D-6-79-142-3 Wikidata  | weitere Bilder                             |
| Hainberg (Standort)                          | Wegkreuz                                                                   | Kruzifix auf erneuertem Postament mit Inschrift, Corpus 18. Jahrhundert | D-6-79-142-13 Wikidata | weitere Bilder                             |
| Josef-Weber-Straße 4 (Standort)              | Ehemaliges Rathaus, dann Armenhaus, dann Frühmessnerhaus jetzt Wohngebäude | Zweigeschossiger, verputzter Massivbau mit Halbwalmdach, Sockelgeschoss und geohrten Fensterrahmungen, bezeichnet 1731, mit Figurennische von 1757 (bezeichnet) mit Madonnenfigur des 14. Jahrhunderts (Kopie, Original in der Pfarrkirche)             | D-6-79-142-5 Wikidata  | weitere Bilder                             |
| Josef-Weber-Straße 2 (Standort)              | Ehemals Rathaus, sogenanntes Altes Rathaus                                 | Zweigeschossiger Satteldachbau in Hanglage mit nördlichem Fachwerkobergeschoss und Durchgang zum Kirchhof, 17. Jahrhundert | D-6-79-142-4 Wikidata  | Ehemals Rathaus, sogenanntes Altes Rathaus |
| Josef-Weber-Straße 2 (Standort)              | Ehemaliges Pfarrhaus                                                       | zweigeschossiger Massivbau mit Walmdach, 17. Jahrhundert | D-6-79-142-4 Wikidata  | weitere Bilder                             |
| Kirchplatz 2 (Standort)                      | Einfriedung und Stützmauer des ehemaligen Pfarrhauses                      | mit Figurennische, darin Sandsteinskulptur des Hl. Stephan, bezeichnet 1757, Bruchsteinmauerwerk, 17./18. Jahrhundert | D-6-79-142-4 Wikidata  | weitere Bilder                             |
| Kirchplatz 3 (Standort)                      | Katholische Pfarrkirche Sankt Maternus                                     | Dreischiffige Pseudobasilika mit eingezogenem Chor und südlichem Turm mit Spitzhelm, Turm im Kern romanisch, um 1200, Erhöhung, um 1602, Chor spätgotisch, um 1400, Langhaus unter Verwendung der spätgotischen Südwand erneuert, 1902, mit Ausstattung | D-6-79-142-1 Wikidata  | weitere Bilder                             |
| Kirchplatz 3 (Standort)                      | Reste der ehemaligen Ringmauer der einstigen Kirchenburg                   | Bruchsteinmauerwerk, wohl 17. Jahrhundert | D-6-79-142-1 Wikidata  | BW                                         |
| Kirchplatz 3 (Standort)                      | Heiliges Grab                                                              | Sandstein, bezeichnet 1756 | D-6-79-142-1 Wikidata  | weitere Bilder                             |
| Kirchplatz 3 (Standort)                      | Pietà                                                                      | Figurengruppe auf Postament mit Inschrift, Sandstein, bezeichnet 1756 | D-6-79-142-1 Wikidata  | weitere Bilder                             |
| Kirchplatz 3 (Standort)                      | Bildstock                                                                  | Großer Reliefaufsatz mit Kreuzschlepperszene, auf Pfeiler, Sandstein, bezeichnet 1731 | D-6-79-142-1 Wikidata  | weitere Bilder                             |
| Kreisstraße WÜ 3 (Standort)                  | Bildstock                                                                  | Kielbogiger Nischenaufsatz mit Gusseisenrelief der 14. Nothelfer, auf abgefastem Pfeiler über Sockel, Sandstein, Mitte 19. Jahrhundert | D-6-79-142-11 Wikidata | BW                                         |
| Kr WÜ 3 (Standort)                           | Wegkreuz                                                                   | Kruzifix auf Postament mit Inschrift, Sandstein, bezeichnet 1830 | D-6-79-142-10 Wikidata | BW                                         |
| Langgasse 1 (Standort)                       | Bildnische                                                                 | Sandstein, rundbogig, bezeichnet 1833, in Hauswand eingelassen | D-6-79-142-6 Wikidata  | weitere Bilder                             |
| Langgasse 1 (Standort)                       | Kreuzigungsrelief                                                          | Sandstein, wohl 19. Jahrhundert, auf neuer Säule | D-6-79-142-6 Wikidata  | weitere Bilder                             |
| Nähe Friedhofstraße (Standort)               | Friedhofskreuz                                                             | Kruzifix auf Postament, Sandstein, Kreuzstamm erneuert, Anfang 19. Jahrhundert | D-6-79-142-2 Wikidata  | weitere Bilder                             |
| Nähe Friedhofstraße, Kirchplatz 3 (Standort) | Friedhofsmauer und Futtermauer                                             | südliche Futtermauer mit verbauten Grabdenkmälern des 18./19. Jahrhundert, Bruchsteinmauerwerk, 19. Jahrhundert | D-6-79-142-2 Wikidata  | weitere Bilder                             |
| Nähe Friedhofstraße (Standort)               | Kreuzweg                                                                   | 14 Stationen mit figürlichen Reliefs mit Maßwerkrahmung auf Postament, neugotisch, um 1870 | D-6-79-142-2 Wikidata  | weitere Bilder                             |
| Nähe Frühlingstraße (Standort)               | Bildstock                                                                  | vierseitiger Reliefaufsatz mit Kreuzigungsszene und Kreuzbekrönung, auf Pfeiler, bezeichnet 1529, über gestuftem Sockel mit Inschriftenkartusche, Sandstein, 18. Jahrhundert                                                                            | D-6-79-142-8 Wikidata  | weitere Bilder                             |
| Neuberg (Standort)                           | Wegkreuz                                                                   | Kruzifix auf Postament mit Inschrift, Sandstein, bezeichnet 1827 | D-6-79-142-12 Wikidata | weitere Bilder                             |
| Schönbrunnenstraße 19 (Standort)             | Bildhäuschen                                                               | rundbogiger Nischenaufsatz mit Kreuzbekrönung auf Sockel mit Inschrift, bezeichnet 1809 | D-6-79-142-7 Wikidata  | weitere Bilder                             |
| Würzburger Straße 23 (Standort)              | Kreuzschlepper                                                             | Figur des kreuztragenden Christus auf Knien, Sandstein, über der Pforte, Ende 18. Jahrhundert | D-6-79-142-9 Wikidata  | BW                                         |
| Würzburger Straße 44 (Standort)              | Bildstock                                                                  | vierseitiger Aufsatz mit Rundbogennischen, darin moderne Gusseisenreliefs und Kreuzbekrönung, auf Pfeiler mit Wappenrelief über Postament, Sandstein, bezeichnet 1608                                                                                   | D-6-79-142-14 Wikidata | weitere Bilder                             |
| Zwerlach (Standort)                          | Bildstock                                                                  | spitzbogiger Reliefaufsatz mit Kreuzschlepper, auf Pfeiler über Tischsockel, Sandstein, bezeichnet 1887. | D-6-79-142-15 Wikidata | BW                                         |
| Nähe Gramschatzer Straße ()                  | Bildstock                                                                  | über Postament mit Inschrift Vierkantpfeiler mit rundbogigem Nischenaufsatz und reliefierter Darstellung der Hl. Familie, Abschluss mit Kreuz, bez. 1905                                                                                                | D-6-79-142-18          |                                            |